# Astana Open 2023
Astana Open 2023 — тенісний турнір, що проходив на кортах з твердим покриттям у місті Астана, Казахстан з 25 до 30 вересня. Належав до категорії ATP 250, був турніром серії Almaty Open 2023 року.

## Фінальна частина

### Одиночний розряд
Адріан Маннаріно —  Себастьян Корда 4–6, 6–3, 6–2

### Парний розряд
Натаніел Ламмонс /  Джексон Вітроу —  Мате Павич /  Джон Пірс (тенісист) 7–6(7–4), 7–6(9–7)